# Eşmebaşı, Yıldızeli
Eşmebaşı là một xã thuộc huyện Yıldızeli, tỉnh Sivas, Thổ Nhĩ Kỳ. Dân số thời điểm năm 2011 là 783 người.